# Équipe de Tunisie de football à la Coupe du monde 2002
Cet article relate le parcours de l’équipe de Tunisie de football lors de la Coupe du monde de football 2002 organisée en Corée du Sud et au Japon du 31 mai au 30 juin 2002. C'est la troisième participation du pays dans la compétition.
Elle y affronte la Russie le 5 juin, la Belgique le 10 juin, et le Japon le 14 juin.

## Qualifications
Au premier tour, la Tunisie affronte la Mauritanie dans une série à élimination directe, remporte les deux matchs et se qualifie pour la finale.
Dans la phase finale, la Tunisie affronte la Côte d'Ivoire, la RD Congo, le Congo et Madagascar sur un pentagonal pour définir une qualification pour la Coupe du monde. La Tunisie arrive en tête du groupe avec six victoires et deux nuls en huit matchs disputés.